# Шолеф
«Шолеф» (ивр. שולף‎ — «опытный стрелок») — опытная израильская 155-мм самоходно-артиллерийская установка (САУ) класса самоходных гаубиц, по массе относится к категории тяжёлых. 
САУ также известна под наименованием «Slammer».

## История
Самоходно-артиллерийская установка разработана компанией «Солтам» на шасси танка «Меркава». В 1984—1986 годы были изготовлены два опытных образца, направленные на войсковые испытания.
Боевые машины имели бронированные рубки и были способны к прямому огню с хода. Конструкция предусматривала возможность установки двух типов орудий с увеличенной длиной ствола, полуавтоматическим затвором клинового типа и ручной подачей снарядов. Вариант с длиной ствола 45 калибров обеспечивал дальность стрельбы до 30 км, вариант с длиной ствола 52 калибра — до 39,6 км. Боевой комплект составлял 75 выстрелов, скорострельность — до 9 выстрелов в минуту (3 выстрела за 15 секунд, затем ещё 6 за 45 секунд).
Самоходная гаубица «Шолеф» оснащена баллистическим вычислителем, радиостанцией и стабилизатором для стрельбы на ходу.
Самоходная гаубица «Шолеф» не была принята на вооружение ЦАХАЛ и серийно не производилась.

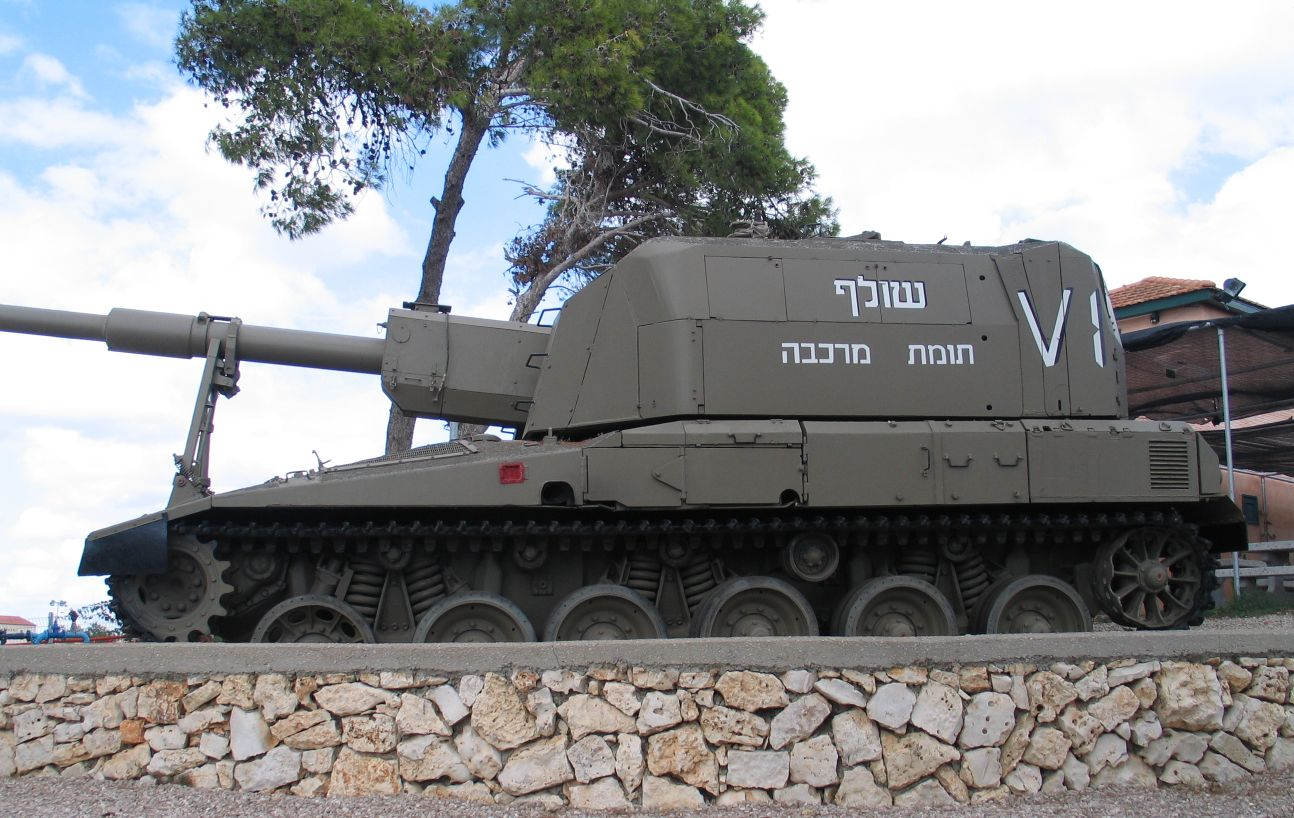
САУ «Шолеф» изготовлена на шасси «Меркава» — видна независимая пружинная подвеска.
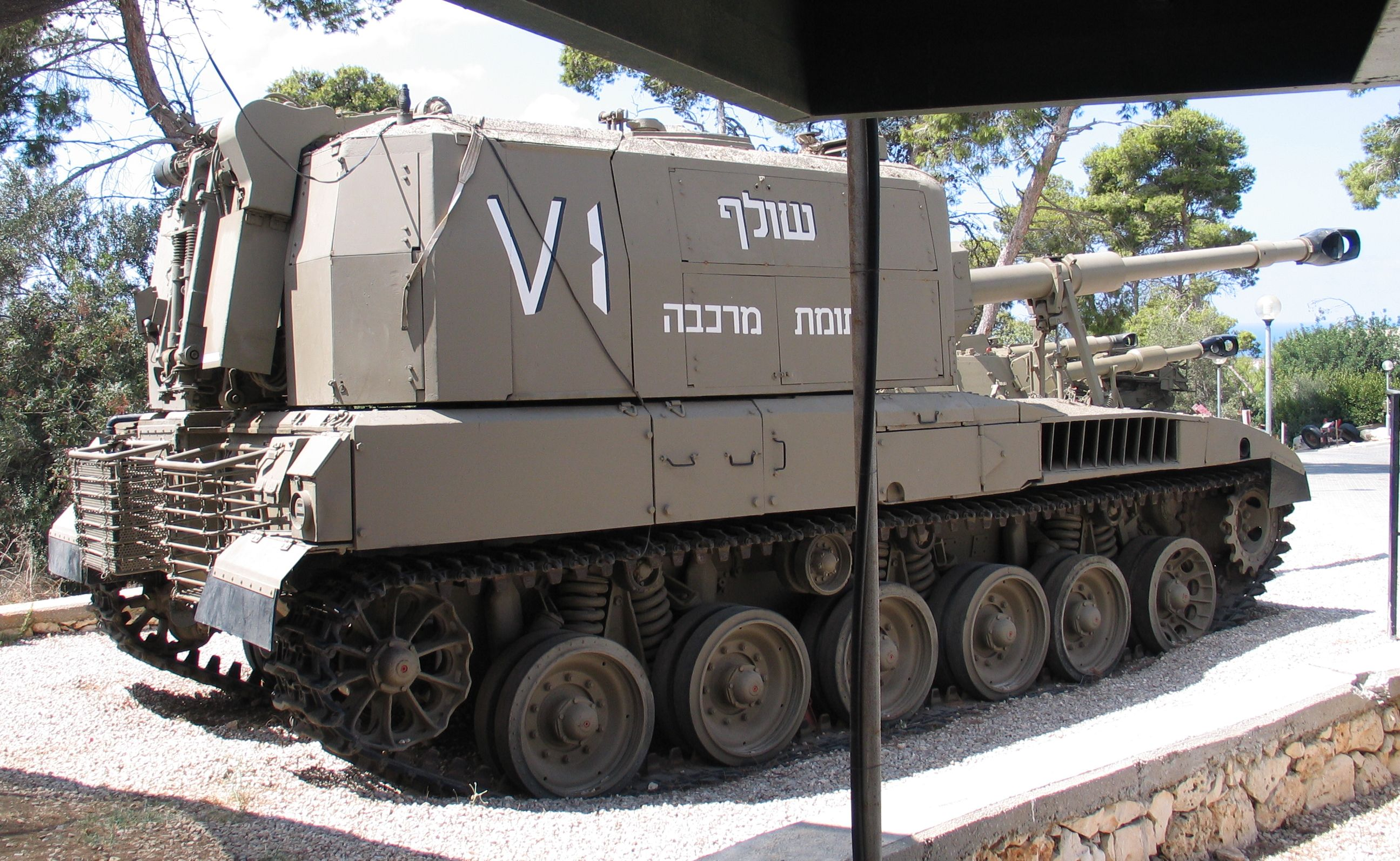
«Шолеф», 155-мм гаубица в Бейт ха-Тотхан, Израиль.
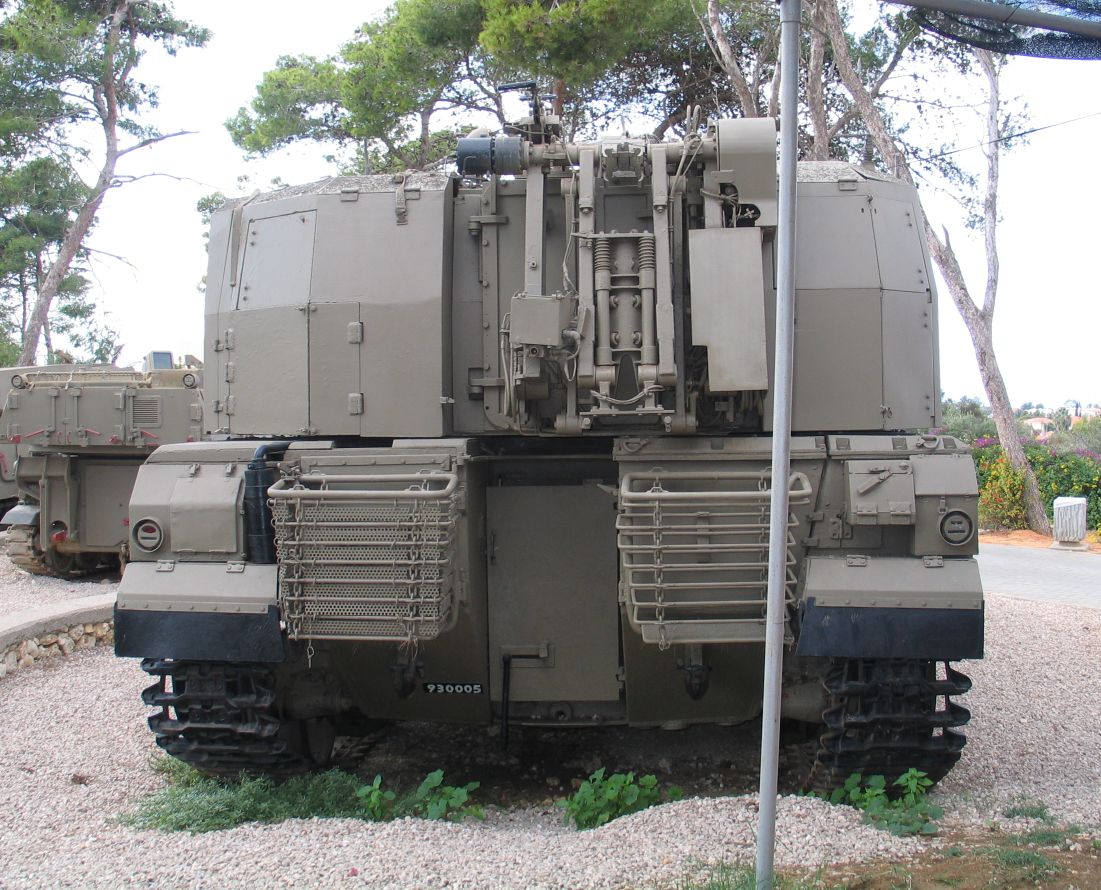
«Шолеф», 155-мм гаубица в Бейт ха-Тотхан, Израиль.